# Øvre Eiker
Øvre Eiker este o comună din provincia Buskerud, Norvegia.